# کاکاشد
کاکاشد (به مجاری:  Kakasd) یک شهرداری در مجارستان است که در ناحیه بونیهاد واقع شده‌است. کاکاشد ۲۰٫۸ کیلومتر مربع مساحت و ۱٬۷۵۶ نفر جمعیت دارد.